# Erriapo (satélite)
Erriapo (Erriapus en latín) es un satélite de Saturno. Conocido también como Saturno XXVIII, se trata de uno de los satélites más alejados de Saturno. Fue descubierto el 23 de septiembre del 2000 por John J. Kavelaars, Brett Gladman, et al., quienes le dieron el nombre provisional de S/2000 S10.

## Descubrimiento
Debido a las múltiples evidencias de que Saturno poseía más lunas, un grupo de astrónomos del Observatorio de Francia de la Cote d'Azur liderados por Brett Gladman, y John J. Kavelaars de la Universidad McMaster de Canadá, decidieron explorar el cielo en busca de estos nuevos satélites. En octubre de 2000 descubrieron cuatro nuevas lunas, a las que le pusieron el nombre de S/2000 S1, S/2000 S2, S/2000 S3, y S/2000 S4. Un mes más tarde, lograron observar dos lunas más. En diciembre del mismo año, descubrieron cuatro más, haciendo un total de diez lunas descubiertas, aumentando la cifra a veintiocho lunas en el cómputo global. Todos los nuevos satélites eran diminutos (menos de 50 km de diámetro), y la mayoría estaban compuestos de hielo. El descubrimiento de diez nuevas lunas en apenas seis semanas es un hecho sin precedentes en astronomía.
La última de ellas, S/2000 S10, fue renombrada como Erriapo en agosto de 2003, tomando el nombre de Erriapus, un gigante de la mitología gala.

## Características
Erriapo es un satélite irregular que posee movimiento directo con respecto a Saturno. Tiene 8,6 kilómetros de diámetro, y orbita alrededor de Saturno a una distancia de 17 millones de kilómetros en un período de 857 días.
Es miembro del grupo Gallic de satélites irregulares, los cuales poseen una órbita y un color rojizo similar.